# Раско

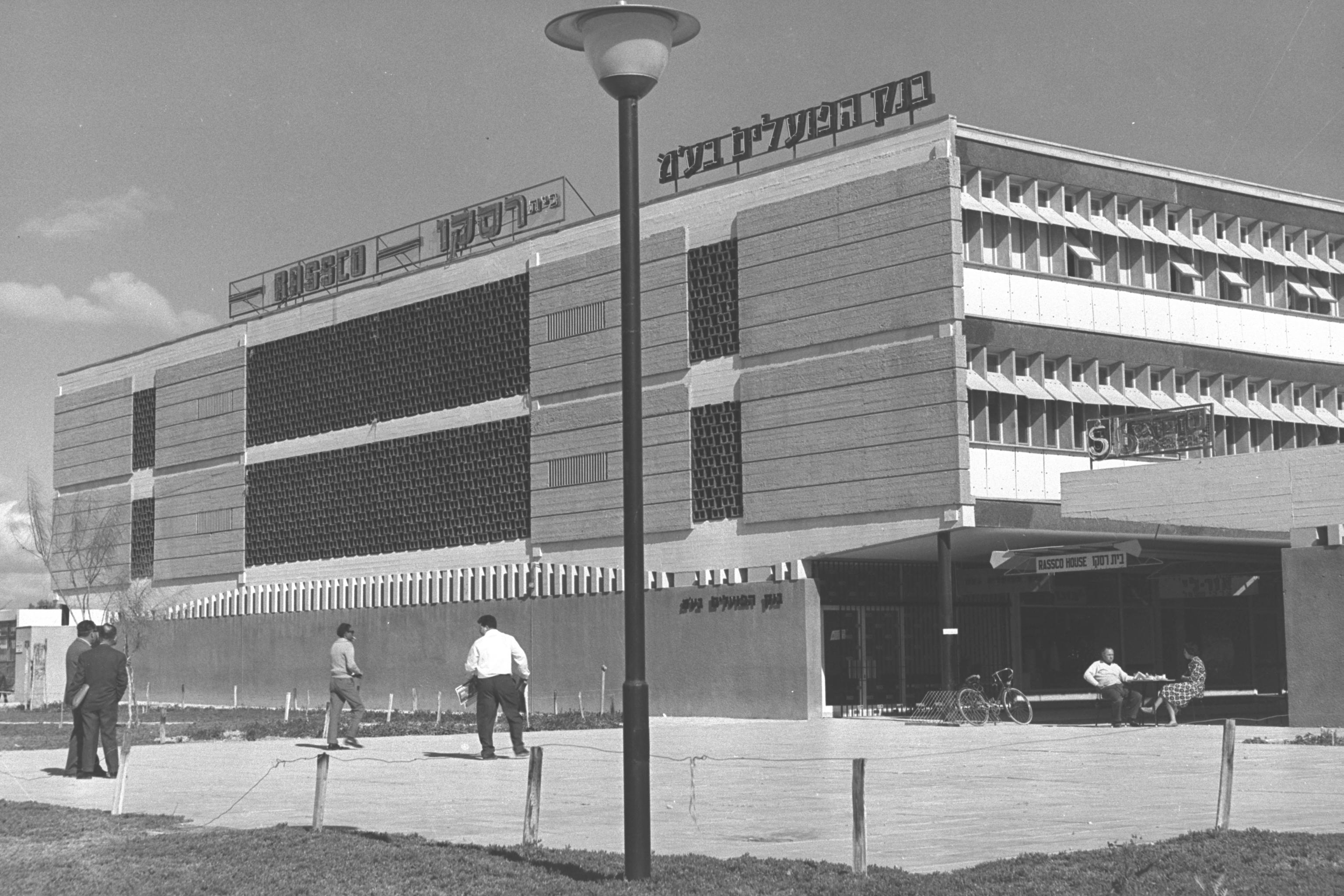
Центр Раско в Беэр-Шеве (1962)

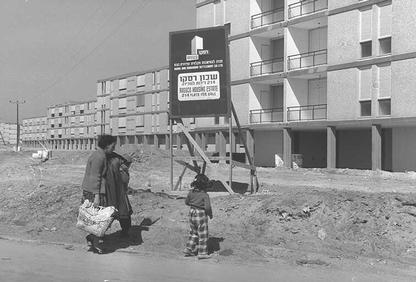
Строящийся дом в Ашдоде, построенный Расско в 1962 году

Компания сельскохозяйственных и пригородных поселений — строительная компания, занимавшаяся строительством поселений в ишуве во времена Британского мандата и в первые годы существования государства. Название компании является аббревиатурой, составленной из начальных литер (акронимом) его английского названия — Rural And Suburban Settlement Company.

## Деятельность

### До создания государства
Компания была основана в 1934 году Еврейским агентством с целью строительства жилых кварталов и сельскохозяйственных ферм для иммигрантов среднего класса, в основном выходцев из Германии. Фактическими основателями её стали три руководителя немецкого департамента Еврейского агентства: доктор Артур Руппин, Давид Вернер Сенатор и Георг Ландауэр, а также доктор Авраам Ландесберг и Йешаягу Фордер. Еврейский национальный фонд предоставил землю для создаваемых ферм. Каждая такая ферма состояла из 12-15 дунам орошаемых земель. В этих хозяйствах в первую очередь разводили птицу, но также были молочные фермы и производители корма. К концу 1939 года компанией были созданы 4 сельскохозяйственных поселения Сде Варбург, Кфар-Шмарьягу, Шавей-Цион и Бейт-Ицхак. В 1940 году были основаны ещё два поселения, Нира и Сде Хефер. Компания Раско также создала пригородные хозяйства вблизи городов, и в частности, рядом с Кирьят-Бяликом, в Хайфе в районе Адар, в Кфар-Оно и Кирьят Штенд в Кирьят-Биньямине. В этих хозяйствах на площади 1-2 дунама строились жилые дома.
После Второй мировой войны Раско продолжал строить жилые проекты и поселения. В середине 1946 года была основана Бацра, а в 1947 году — Бней-Цион. В 1946—1947 годах компания построила жилые районы и улицы во многих городах страны, в частности, в Тель-Авиве, Холоне, Нагарии, Йокнеаме, Рамат-ха-Шароне, Хавацелет-ха-Шароне и Хайфе.

### После создания государства
После создания государства в 1948 году компания Раско продолжала строительство по всей стране жилых районов для представителей среднего класса, включая также квартиры, предназначенные на съём, которые находились в собственности компании «Дирот ам». Компания также занималась гражданским строительством и построила Бар-Иланский университет, молодежное общежитие в Иерусалиме и Кфар-Сильвер. Компания не отказалась и от строительства сельскохозяйственных поселений. Среди прочего она помогла основать поселения Удим и Мисгав Дов.
В 1950-х и 1960-х годах Раско построила несколько важных зданий, вошедших в историю израильской архитектуры: жилой дом на улице Бен-Иегуда, 79 (проект Нахума Золотова) и башня Шалом Меир в Тель—Авиве, а затем в районе Рамат-Адар в Хайфе по проекту архитекторов Муньо Гитая-Вайнрауба и Эла Мансфельда.
В 1970-х годах Раско построила кварталы в Димоне, Беэр-Шеве и Йерухаме. Компания Раско также управляла сетью отелей, включая отель в Шореше, отель «Авия», отель «Яарот ха-Кармель», отели «Авив» и «Мигдаль Ерушалаим» в Иерусалиме. В конце 1970 года руководство компании решило продать отели и сосредоточиться на строительных проектах.

### Дочерние компании
Уже в первые годы своего существования Раско создала дочернюю компанию, занимавшуюся орошением сельскохозяйственных культур и оптовыми поставками продуктов питания.
В 1950-х годах Раско организовала компанию «Матей Раско», владевшую плантациями цитрусовых, а также занимавшуюся садоводством. Эта компания вступила в партнерство с компанией по производству молока и молочной продукции «Тене Нога» в Кфар-Шмарьягу, в результате которого образовали совместную внешнеторговую компанию.
В области строительства жилья Раско создала дочерние компании «Isras» и «Дирот Ам». Isras Rassco начала строить жилые здания для продажи во всех частях страны. В Беэр-Шеве и Омере. компания осуществляла управление построенными зданиями и сдавала в аренду квартиры и коммерческие площади. В конце 1990-х годов Isras Rassco построила жилые кварталы в Кирьят-Моцкине, Нагарии, Бейт-Хакереме в Иерусалиме, Акко, Хайфе, Ашдоде и Западном Ришон-ле-Ционе, а также два здания в Гиват-Шмуэле
В 1955 году компания установила партнерские отношения с Исааком Вольфсоном, образовав компанию «Гас Раско», в результате чего она сделала некоторые инвестиции в промышленность. В 1968 году эту компанию продали концерну «Клаль» и переименовали в «GAS Industries». В 1971 году его название было изменено на «Clal Industries».
В 1960 году Раско совместно с правительством Израиля учредила компанию для создания заводов в районах развития. Компания открыла ткацкую фабрику в Кирьят-Гате, кожевенный завод в Мигдаль-ха-Эмек и предприятие в мошаве Асерет. В 1963 году Раско создала дочернюю компанию «Арад — Карьеры и дороги», которая координировала деятельность Раско в основных отраслях строительной промышленности. Собственность этой дочерней компании включала в себя каменные и известковые карьеры, половину собственности компании по производству земляных работ, компанию «Аштрум» по сборке панельных домов и треть собственности цементного завода «Шимшон». В конце 1965 года компания открыла карьер в Хартув неподалёку от Бет-Шемеша.

### Управление
Первыми директорами компании были доктор Авраам Ландсберг и Иешаяху Фёрдер. В совет компании входили Хаим Вейцман, Артур Руппин, Элиэзер Каплан и другие. В начале 1950-х годов место директора компании занял Авраам, Гранот. В 1945 году Мордехай-Хаим Стерн был назначен заместителем директора, а в 1957 году он был назначен генеральным директором вместо Иешаяху Фёрдера. В апреле 1965 года заместителем директора был назначен юридический советник компании Хаим Стрикс.
В совет директоров компании входили представители Еврейского агентства, такие как Арье Луи Пинкус, Арье Долчин и Шломо Залман Шрагаи. Под руководством Стерна компания распространила свою деятельность на слишком разнообразные области и в результате оказалась в затруднительном положении. Для оздоровления руководства на посты директора и заместителя директора были назначены адвокат Хаим Стрикс и Яаков Гамбург, которые работали в компании с 1942 года, в том числе и на руководящих должностях, а члены руководящего совета были заменены. Следствием нездорового экономического положения стала частая смена руководства. Летом 1967 года генеральным директором был назначен Исраэль Каро, а Гамбург стал его заместителем. В 1968 году между генеральным директором и председателем правления Наумом Шамиром возникло противостояние. Каро внезапно умер в феврале 1973, и его пост занял Игаль Вайнштейн. Через несколько лет, когда финансовое положение компании ухудшилось, Вайнштейна сменил Хаим Бриксман, а в декабре 1979 года Брискман ушёл в отставку и его заменил Нисим Барух. В 1984 году директором стал Барух Альшич, который продолжал работать до августа 2004 года. С 2010 года генеральным директором компании является Шай Таубер.

## Владельцы
Еврейское агентство, основавшее Раско, было в течение многих лет и владельцем большей части акций компании. В 1967 году, когда экономическая ситуация несколько упорядочилась, заговорили о приватизации компании, но руководители Еврейского агентства решили не делить её на части, а покупателя, который пожелал бы купить компанию целиком, не нашлось.
В начале 1980 года, когда компания снова накопила большие долги, велись переговоры о продаже Раско группе Айзенберга. К концу 1980 года было достигнуто соглашение о продаже компании группе Рубинштейна Акирова при посредничестве бывшего генерального директора Вайнштейна. Но после протестов рабочих, Арье Долчин решил, что соглашение будет подписано только с согласия работников и продажа не состоялась. В апреле 1981 года компания владела 54,2 % своих акций. После того, как стоимость акций Раско на фондовой бирже резко возросла, компания попыталась продать большую часть своих акций, но реализовано было только около трети предложения.
В начале 1985 года компанию приобрел Нейти Кирш из Южной Африки, который стал один из её совладельцев, купив контрольный пакет акций. К 1986 году между партнерами была достигнута договоренность о разделении «Исрас» и Раско.
В 1990 году Раско была приобретена инвестиционной компанией, которая контролируется Шломо Айзенбергом и компанией «Марлаз» Мордехая Йоны. В 1994 году Айзенберг купил долю «Марлаз». С тех пор Раско стала дочерней компанией «Исрас».

## Деловая активность
В 1964 году, когда компании исполнилось 30 лет, в ней было занято около 5000 рабочих. В 1965 году Раско, оказавшись в затруднительном финансовом положении, получила помощь от правительства. Министерство жилищного строительства приобрело много пустующих квартир в Беэр-Шеве и Ашдоде, которые компания не смогла продать, и разрешило компании продавать свои роскошные квартиры с неиндексированной ипотекой. Компания провела реструктуризацию уволила 100 сотрудников из штаб-квартиры компании.
В начале 1967 года стало ясно, что состояние Раско было хуже, чем думалось. Компания не платила поставщикам и работникам, и просила помощи у правительства для выплаты своих долгов. В августе 1967 года было решено вложить 60 миллионов израильских фунтов в компанию, принадлежащую правительству и Еврейскому агентству. Новый генеральный директор возглавил инициативу по замене исключительно собственного производства аутсорсингом в тех случаях, когда это обходится дешевле. Большинство филиалов в Израиле были закрыты, компания была разделена на группы подразделений и филиалы должны были доказать, что смогут работать самостоятельно, и было решено, что каждая группа будет покупать продукцию других групп только тогда, когда не отыщет других, более дешевых вариантов. В 1967—1968 годах компания оставалась убыточной, но сумела уменьшить свои потери. Однако бремя процентов по долгам усложнило работу компании.
К концу 1970 года генеральный директор решил, наконец, сделать компанию прибыльной. В конце 1971 года с Еврейским агентством была достигнута договоренность конвертировать ссуду в 50 миллионов фунтов, предоставленную Еврейским агентством, в грант, что позволило сократить долг компании вдвое. Планировалась продажа компании, но этого не произошло.
В середине 1970-х годов, когда Раско накапливают убытки и пенсионные расходы бывших старших должностных лиц весили от компании.
Компания снова столкнулась с трудностями в начале 1980-х годов, которые ухудшились в середине 1985 года. Компания, как и другие строительные компании, обратились к правительству, чтобы купить её квартиры и достигли соглашения с правительством реабилитации.
В 1987—1988 годах компания понесла серьёзные потери. В 1990 году Раско была осуждена за задержку с подачей периодических отчетов в Управление по ценным бумагам Израиля.
Под управлением Айзенберга компания вновь стала прибыльной. В ноябре 2018 года Раско приобрела у компании объединение «Неве Илан» за 250 миллионов шекелей.